# Dean-Charles Chapman
Dean-Charles Chapman (7 september 1997) is een Engelse acteur die zowel in films, tv-series als op het podium verscheen. Hij is vooral bekend door het spelen van de hoofdrol in Billy Elliot the Musical in het Londense West End en voor het spelen van de rol van Tommen Baratheon in Game of Thrones vanaf seizoen vier. Ook vervulde hij in 2019 de rol van korporaal Blake in de drievoudig Oscarwinnende speelfilm 1917.